# Модель Wonderland
Wonderland є інтегрованою математичною моделлю, яка використовується для вивчення явищ в сталого розвитку. Вперше представлена в (Sanderson 1994), зараз існує кілька суміжних версій для цієї моделі в використанні.  Wonderland дозволяє економістам, політичним аналітикам і екологам, вивчати взаємодію між господарським, демографічним і антропогенними секторами в ідеалізованому світі, що дає їм можливість використовувати отримані дані в реальному світі.

## Вступ
Wonderland є компактною моделлю.
Загалом, існує лише чотири постійних змінних стану, по одній для господарського і демографічного секторів і дві для антропогенного сектору, що робить Wonderland більш компактною і легшою для аналізу, ніж великі заплутані моделі, такі як World3.  З цієї причини вона часто використовується як початкова область тестування нових методів у сфері аналізу політики
(Lempert, et al., 2003).

## Основні рівняння
Позначимо чотири змінні стану: {\displaystyle x(t)} – населення, {\displaystyle y(t)} – виробництво на душу населення
, {\displaystyle z(t)} – природні багатства і  {\displaystyle p(t)} – викид забруднення на одиницю виробництва. Нехай {\displaystyle x,y\in [0,\infty )} і {\displaystyle z,p\in [0,1]}, тоді змінні стану змінюються в дискретному часі, відповідно до наступного
рекурентного співвідношення (Sanderson, 1994).
{\displaystyle {\begin{aligned}x(t+1)&=x(t)\left[1+b{\Big (}y(t),z(t){\Big )}-d{\Big (}y(t),z(t){\Big )}\right],\\y(t+1)&=y(t)\left(1+\gamma -(\gamma +\eta ){\Big [}1-z(t){\Big ]}^{\lambda }\right),\\z(t+1)&={\frac {g{\Big (}x(t),y(t),z(t),p(t){\Big )}}{1+g{\Big (}x(t),y(t),z(t),p(t){\Big )}}},\\p(t+1)&=p(t)(1-\chi ),\\\ &\ \\\!\!\!{\text{де,}}\qquad &\ \\\ &\ \\b(y,z)&=\beta _{0}\left[\beta _{1}-\left({\frac {e^{\beta y}}{1+e^{\beta y}}}\right)\right],\\d(y,z)&=\alpha _{0}\left[\alpha _{1}-\left({\frac {e^{\alpha y}}{1+e^{\alpha y}}}\right)\right]\left[1+\alpha _{2}(1-z)^{\theta }\right],\\g(x,y,z,p)&={\frac {z}{1-z}}\,e^{\,\delta z^{\rho }-\omega f(x,y,p)},\ {\text{і}}\\f(x,y,p)&=xyp.\end{aligned}}}

Взагаліному ці рівняння залежать від 15 параметрів. 
| Сектор        | Параметри |
| ------------- | --- |
| Господарський | {\displaystyle \ \gamma ,\ \eta ,\ \lambda }                                                                   |
| Демографічний | {\displaystyle \ \chi ,\ \delta ,\ \rho ,\ \omega }                                                            |
| Антропогенний | {\displaystyle \ \alpha ,\ \alpha _{0},\ \alpha _{1},\ \alpha _{2},\ \beta ,\beta _{0},\ \beta _{1},\ \theta } |

{\displaystyle b(y,z)} і {\displaystyle d(y,z)} показують рівень народжуваність і рівень смертності відповідно. Обидва ці значення на душу населення збільшують викиди, згідно з емпіричними дослідженнями (Cohen, 1995).

Форма{\displaystyle f(x,y,p)} слідує з I = PAT гіпотези.

## Системна поведінка
Використовуючи техніку аналізу сценарію, Сендерсон (1994) дослідив два сценарії майбутнього описані в Wonderland. Одне майбутнє називається Мрія, висувається можливість безперервного стійкого зростання, інше називається Жах, яке закінчується екологічною кризою і можливим вимиранням населення. Подальша робота
(Kohring, 2006) показує, що параметри моделі можуть бути розділені на дві множини, з одної завжди отримуємо стійке майбутнє і інша завжди приводить до кризи і вимирання. Додатково, рівняння Wonderland показують хаотичну поведінку (Gröller, et al., 1996, Wegenkittl, et al., 1997, Leeves and Herbert, 1998).

## Уникнення кризи
В базовій моделі неможливо уникнути або відновитися з екологічної кризи у сценарії Жах без зміни самої моделі. Проте дві зміни, які допомагають уникнути катастрофи,  були вивчені: зниження рівня забруднення і уникнення забруднення.

### Зниження рівня забруднення
Для очищення забруднення необхідно залучати кошти з інших джерел (Sanderson, 1994).  Це зменшує значення {\displaystyle y}, яке входить у рівняння народжуваності {\displaystyle b} і смертності {\displaystyle d}:
{\displaystyle {\begin{aligned}y^{\prime }=y-\phi (1-z)^{\mu }y\end{aligned}}}
Час зміни {\displaystyle y(t)} не змінюється, тому що ті товари і послуги, які необхідні для боротьби із забрудненням, також повинні розглядатися як частина загального виробництва. Вплив цих змін на навколишнє середовище виражається змінами {\displaystyle f}:
{\displaystyle {\begin{aligned}f(x,y,p)=xyp-\kappa {\frac {e^{\epsilon \phi (1-z)^{\mu }yx}}{1+e^{\epsilon \phi (1-z)^{\mu }yx}}}\end{aligned}}}
Ці зміни вносять у модель три нові параметри:
| Сектор           | Параметри                                |
| ---------------- | ---------------------------------------- |
| Політичні важелі | {\displaystyle \ \phi ,\ \mu ,\ \kappa } |

Підбираючи політичні важелі, можна очистити забруднене середовище та відновитись після кризи, яка виникає в сценарії Жах. Проте відновлення є тимчасове, після короткого часу система знову занепадає, що веде до нескінченних циклів кризи з подальшим відновленням. Зниження забруднення не змінює фундаментального поділу параметрів на два набори сталого та нестійкого майбутніх (Kohring, 2006).

### Уникнення забруднення
Уникнення забруднення має на меті запобігти надходженню забруднення в навколишнє середовище, зробивши це збитковим. Це моделюється за допомогою податку на забруднення (Herbert and Leeves, 1998, Lempert, et al., 2003):
{\displaystyle {\begin{aligned}y(t+1)&=y(t)\left(1+\gamma -\left(\gamma +\eta \right){\Big [}1-z(t){\Big ]}^{\lambda }-\gamma _{0}\,{\frac {\tau }{1-\tau }}\right),\\p(t+1)&=p(t)\left(1-\chi -\chi _{0}{\frac {\tau }{1+\tau }}\right).\\\end{aligned}}}
Нові параметри для моделі запобігання забрудненню:
| Сектор           | Параметри                                         |
| ---------------- | ------------------------------------------------- |
| Політичні важелі | {\displaystyle \ \gamma _{0},\ \chi _{0},\ \tau } |

З цими змінами можна підвищити рівень податків {\displaystyle \tau } уникнути кризи і сценарію Жах.  Незалежно від інших параметрів, завжди можна збільшити
{\displaystyle \tau } (Kohring, 2006).

## Різновиди

### Виробнича функція
Замість відносно простого рівняння економічного зростання, яке використовується для {\displaystyle y(t)} деякі дослідники використовують виробничу функцію Кобба-Дугласа (Leeves and Herbert, 2002).

### Кілька країн
Стандартна форма моделі Wonderland містить єдиний суб'єкт господарювання. Герберт в (2005) розширив Wonderland до багатонаціональної моделі, дозволяючи різним суб'єктам господарювання використовувати різні набори параметрів, припускаючи, що результати виробництва пов'язані через спільну торгівлю.

### Диференціальні рівняння
Спочатку розроблена в термінах дискретного часу, різницеві рівняння, модель часто переробляється як сукупність диференціальних рівнянь безперервного часу (Gröller, і співавт., 1996)